# Astyanax altior
Astyanax altior é uma espécie de peixe de água doce pertencente à família dos caracídeos, foi primeiramente descrito em 1936 por Hubbs.